# Y Control
"Y Control" – singel zespołu Yeah Yeah Yeahs z ich pierwszego albumu Fever to Tell. Został wydany 18 października 2004. Tytuł piosenki oznacza emocjonalną kontrolę kobiety, nawiązując do męskiego chromosomu Y. Pitchfork Media umieścił "Y Control" na 213. miejscu w rankingu najlepszych utworów dekady. W 2004 singel zajął 54. miejsce na Official UK Charts.
Teledysk wzbudził kontrowersje, gdyż przedstawiał on dzieci w sytuacjach takich jak niesienia zwłok psa, pokazywanie środkowego palca czy obcinanie koledze ręki na własne życzenie.

## Lista utworów
1. "Y Control"
2. "Y Control" (The Faint remix)
3. "Y Control" (Live at the Fillmore)